# Marathon van Rome 2014
De marathon van Rome 2014 vond plaats op zondag 23 maart 2014. Het was de twintigste editie van deze marathon. Naast een hele marathon was er ook een wedstrijd over een halve marathon. De wedstrijd vond plaats onder slechte omstandigheden. Er was regen en wind en het wegdek was glad.
De marathon bij de mannen werd gewonnen door de Ethiopiër Hailu Shume Legesse in 2:09.47. Hiermee bleef hij ruim voor zijn landgenoot Mekonnen Sisay Jisa, die in 2:11.20 over de finish kwam. De wedstrijd bij de vrouwen werd gewonnen door de Ethiopische Ayelu Lemma Geda in 2:34.49. Zij nam na de start gelijk de touwtjes in handen door solo weg te gaan. Ze bouwde een voorsprong op van drie minuten halverwege, die zij tot de finish aan toe in stand hield.
In totaal finishten 14875 marathonlopers de wedstrijd, waarvan 12013 mannen en 2862 vrouwen.

## Wedstrijd
Mannen
| rang   | naam                 | land | tijd    |
| ------ | -------------------- | ---- | ------- |
| Goud   | Hailu Shume Legesse  | ETH  | 2:09.47 |
| Zilver | Mekonnen Sisay Jisa  | ETH  | 2:11.20 |
| Brons  | Leonard Langat       | KEN  | 2:14.08 |
| 4      | Domenico Ricatti     | ITA  | 2:15.07 |
| 5      | Beyene Effa Seboka   | ETH  | 2:16.13 |
| 6      | Jackson Kipkoech     | KEN  | 2:17.09 |
| 7      | Weldon Kiprono Korir | KEN  | 2:17.40 |
| 8      | Carmine Buccilli     | ITA  | 2:22.07 |
| 9      | Luca Massimino       | ITA  | 2:27.46 |
| 10     | Luca Parisi          | ITA  | 2:28.09 |

Vrouwen
| rang   | naam                 | land | tijd    |
| ------ | -------------------- | ---- | ------- |
| Goud   | Ayelu Lemma Geda     | ETH  | 2:34.49 |
| Zilver | Janat Hanane         | MAR  | 2:38.08 |
| Brons  | Emma Quaglia         | ITA  | 2:43.24 |
| 4      | Marcella Mancini     | ITA  | 2:44.54 |
| 5      | Elina Junnila        | FIN  | 2:56.34 |
| 6      | Maria Grazia Bianchi | COL  | 2:57.27 |
| 7      | Catherine Martens    | BEL  | 2:58.46 |
| 8      | Doris Marquardt      | GER  | 3:01.57 |
| 9      | Maurizia Cunico      | ITA  | 3:03.06 |
| 10     | Sara Carducci        | ITA  | 3:04.16 |

1982 ·
1983 ·
1984 ·
1985 ·
1986 ·
1987 ·
1988 ·
1989 ·
1990 ·
1991 ·
1995 ·
1996 ·
1997 ·
1998 ·
1999 ·
2000 ·
2001 ·
2002 ·
2003 ·
2004 ·
2005 ·
2006 ·
2007 ·
2008 ·
2009 ·
2010 ·
2011 ·
2012 ·
2013 ·
2014 ·
2015 ·
2016 ·
2017